# Friedrich Wilhelm Timpe
Friedrich Wilhelm Timpe, oft auch Friedrich-Wilhelm Timpe (* 10. Oktober 1938 in Hamm) ist ein deutscher Schauspieler, Hörspielsprecher und Rezitator.

## Leben und Wirken
Timpe hatte Philologie studiert und Schauspielunterricht genommen, ehe er in Hamburg seine Bühnenlaufbahn startete. Dort wirkte er an mehreren Spielstätten wie dem Theater im Zimmer und den Kammerspielen. Nebenbei war er in den 1960er Jahren auch als Regieassistent aktiv. Für den Hörfunk arbeitete Timpe sowohl als Sprecher als auch als Regisseur.
Seine kurzlebige Fernsehkarriere begann 1968 und endete nach einer Reihe von Produktionen bereits 1974. In dieser Zeit spielte der Wahlhamburger eine Reihe von kleinen und mittleren Rollen, zumeist einfache Bürger aus dem Volke. In späteren Jahren hatte Timpe auch Lesungen gehalten und Märchenplatten eingesprochen.

## Filmografie
- 1968: Hafenkrankenhaus (Fernsehserie, eine Folge)
- 1968, 1970: Polizeifunk ruft (Fernsehserie, zwei Folgen)
- 1969: Zieh den Stecker raus, das Wasser koch (Fernsehfilm)
- 1969–70: Kapitän Harmsen (Fernsehserie, zwei Folgen)
- 1970: Opfer
- 1970: Peenemünde
- 1970: Der Junge von St. Pauli
- 1971: Geschäfte mit Plückhahn
- 1971: Tatort: AE612 ohne Landeerlaubnis
- 1972: Wenn der Hahn kräht (Aufzeichnung aus dem St. Pauli Theater)
- 1974: Eine geschiedene Frau

## Hörspiele
- 1965: Jaromir Ptácek: Ein Tag aus ferner Vergangenheit (Gemeinschaftssendung von NDR und Radio Prag) – Komposition und Regie: Jiří Horčička
- 1965: William Buchanan: Das Geisterschiff in der Dagger Bucht – Regie: Otto Kurth
- 1966: Heinrich Mann: Die traurige Geschichte von Friedrich dem Großen – Bearbeitung und Regie: Otto Kurth
- 1966: Wolfgang Beutin, Anonym: Der Fall Jean Calas. Ein Hörspiel nach dem Pitaval von Wolfgang Beutin – Regie: Günter Bommert
- 1966: Janusz Krasiński: Tod auf Raten – Regie: Otto Kurth
- 1966: Henry Reed: Die Straßen von Pompeji – Regie:	Fritz Schröder-Jahn
- 1966: Zdeněk Jirotka: Der Mann mit dem Hund oder: Viele Hunde sind des Hasen Tod. Musical nach dem gleichnamigen Roman – Regie: Jiri Horcicka
- 1967: Dieter Kühn: Die Umwandlung – Regie: Raoul Wolfgang Schnell
- 1967: Adolf Schröder: Der Katzenmörder – Regie: Günter Bommert
- 1967: Alan Sharp: Der Rekordspieler – Regie: Fritz Schröder-Jahn
- 1967: Otto Heinrich Kühner: Pastorale 67 – Regie: Fritz Schröder-Jahn
- 1968: Arnold E. Ott: Der Mann auf der Feuerleiter – Regie: Klaus Groth
- 1968: Carl Heinz Trinckler: De Koptein – Regie: Günter Jansen
- 1968: Geno Hartlaub: Die Monduhr – Regie: Fritz Schröder-Jahn
- 1968: Wolfgang Weyrauch: Neumarkt – Regie: Dieter Munck
- 1968: Benno Meyer-Wehlack: Neun Monate – Regie: Fritz Schröder-Jahn
- 1968: Edgar Lee Masters: Die Toten von Spoon River – Regie: Wolfgang Schenck
- 1969: Alain Franck: Wenn man noch einmal beginnen könnte ... – Regie: Klaus Groth
- 1969: William Somerset Maugham: Mrs. Dot oder Lieber reich und glücklich. Ein Lustspiel – Bearbeitung und Regie: Wolfgang Schenck
- 1969: Sandro Key-Aaberg: "O". Kabarettistische Revue – Regie: Heinz Hostnig
- 1969: Roger Manderscheid: Radiografie – Regie: Wolfgang Schenck
- 1970: Philippe Adrien: Sonntags am Meer – Regie: Heinz Hostnig
- 1970: Adolf Schröder: Vierzig Zigaretten am Tag, das bringt einen ja um! - Regie: Günter Bommert
- 1970: Friedrich Ch. Zauner: Spuk – Regie: Hans Bernd Müller
- 1970: Hubert Wiedfeld: Hier ist es wunderbar! Der Täter ist das Opfer ist der Täter? – Regie: Horst Loebe
- 1971: Ephraim Kishon: Gott Pomerantz – oder Der Ball des Anstoßes – Regie: Otto Kurth
- 1971: Michael Zabel: Diebe – Regie: Rieke Müller-Kaldenberg
- 1971: Wolfgang Klose: Verbindliche Auskunft – Regie: Günter Siebert
- 1971: Rainer Puchert: Ein bisschen Nebel – ein bisschen Wind – Regie: Fritz Schröder-Jahn
- 1971: Hans Krunke: Die Tanten – Regie: Heinz Hostnig
- 1971: Jean Marsus: "Schrecklich, einen Chirurgen zu ermorden" – Regie: Günter Siebert
- 1972: Rodney David Wingfield: Besser gar nicht, als spät (1. Teil) – Regie: Fritz Schröder-Jahn
- 1973: Peter Albrechtsen: Aufrichtiger junger Mann in Bratensoße – Regie: Otto Kurth
- 1973: Carl Heinz Trinckler: De Koptein – Regie: Hermann Lenschau
- 1973: Walter Gerteis: Mordvilla – Regie: Günter Siebert
- 1973: Nikolai von Michalewsky: Zur Sache wurde gehört – Regie: Günter Siebert
- 1973: Jean Marsus: Ein hartgesottener Junggeselle – Regie: Günter Siebert
- 1974: Paul Pörtner: Die menschliche Stimme (2 Teile) – Regie: Paul Pörtner